# 小果螺序草
小果螺序草（学名：Spiradiclis microcarpa）为茜草科螺序草属下的一个种。

## 扩展阅读
- 維基物種上的相關：小果螺序草